# Sjunik
Sjunik (armenski: Սյունիք) je jedna od deset pokrajina u Armeniji. Glavni grad joj je Kapan.

## Karakteristike
Pokrajina Sjunik nalazi se u istočnom dijelu Armenije, površina joj je 4.506 km² u njoj prema podacima iz 2002. godine živi  	152.900 stanovnika, dok je prosječna gustoća naseljenosti 34 stanovnika na km².

## Administrativna podjela
Pokrajina je podjeljena na četiri okruga i 109 općina od kojih su sedam urbanih a 102 ruralne.

## Granica
Sjunik graniči na sjeveru i zapadu s Azerbajdžanom na jugu s Iranom te armenskim pokrajinom Vajots Dzor na sjeveru.

## Vanjske poveznice
- Službena stranica pokrajine  Arhivirana inačica izvorne stranice od 26. svibnja 2015. (Wayback Machine)